# ولادیمیر پاشکوف
ولادیمیر ایگورویچ پاشکوف (روسی: Владимир Игоревич Пашков ; متولد ۴ فوریه ۱۹۶۱) نخست‌وزیر جمهوری خودخوانده دونتسک از سال ۲۰۲۰ است، که تنها توسط روسیه و دو کشور تا حدی به رسمیت شناخته شده دیگر به رسمیت شناخته می‌شود. پیش از این، پاشکوف به عنوان معاون فرماندار استان ایرکوتسک خدمت می‌کرد، اما در سال ۲۰۱۵ این سمت را ترک کرد.